# كارمين جيورجي
كارمين جيورجي (بالبرتغالية: Carmine Giorgi‏) هو منافس ألعاب قوى برازيلي، ولد في 12 أكتوبر 1910 في ساو باولو في البرازيل، وتوفي في 1 فبراير 1965.

## وصلات خارجية
- كارمين جيورجي على موقع أوليمبيديا (الإنجليزية)